# Leutesdorf
Leutesdorf là một đô thị ở huyện Neuwied, bang Rheinland-Pfalz, nước Đức. Đô thị Leutesdorf có diện tích 10,79 km².